# Girolamo Prigione
Girolamo Prigione, né le 12 octobre 1921 à Castellazzo Bormida et décédé le 27 mai 2016 à Alexandrie, est un prélat italien de l'Église catholique. Il travaille au sein du service diplomatique du Saint-Siège de 1951 à 1997. Il devient archevêque en 1968 et exerce les fonctions de délégué apostolique et de nonce apostolique dans différents pays jusqu'à sa retraite, avec près de 20 ans au Mexique où il est une personnalité controversée.

## Biographie
Girolamo Prigione est né le 12 octobre 1921 à Castellazzo Bormida en Italie. Il est ordonné prêtre le 18 mai 1944. Il entre au service diplomatique du Saint-Siège en 1951 au sein duquel il exerce des fonctions en Italie, en Grande-Bretagne, aux États-Unis et en Autriche. Il est aussi délégué à l'Agence internationale de l'énergie atomique à Vienne.
Le 27 août 1968, le pape Paul VI le nomme nonce apostolique au Salvador et au Guatemala (en) et archevêque titulaire de Lauriacum (de). Le 24 novembre suivant, il est consacré évêque par le cardinal Amleto Cicognani avec comme co-consécrateurs Giovanni Benelli et Giuseppe Almici (it). Le 2 octobre 1973, il est nommé délégué apostolique au Ghana (en) et Nigeria (en). Puis, le 29 avril 1976, il est nommé pro-nonce apostolique au Nigeria.
Le 7 février 1978, il est nommé délégué apostolique au Mexique (en). Au moment de son arrivée au Mexique, le Saint-Siège et le Mexique n'ont aucune relation diplomatique et l'Église catholique fonctionne au Mexique seulement parce que le gouvernement mexicain choisit de ne pas mettre en application ses lois contre la religion. Girolamo Prigione est un acteur important dans le changement d'attitude et de politique du gouvernement mexicain envers l'Église catholique. En effet, il est impliqué dans des négociations secrètes avec le gouvernement avant la prise du pouvoir par le président Carlos Salinas de Gortari en décembre 1988.
Lors de sa visite au Mexique en mai 1990, le pape Jean-Paul II annonce une élévation du statut de Girolamo Prigione de délégué apostolique à envoyé spécial permanent. En décembre 1991, le Mexique effectue des changements majeurs aux clauses contre le cléricalisme de la Constitution mexicaine de 1917. En septembre 1992, après de longues négociations, le Saint-Siège et le Mexique établissent des relations diplomatiques. Le 12 octobre 1992, le pape Jean-Paul II change le statut de Girolamo Prigione en nonce apostolique au Mexique.
En décembre 1993 et janvier 1994, Girolamo Prigione rencontre secrètement deux trafiquants de drogues que le gouvernement mexicain a déclaré coupables de l'assassinat du cardinal Juan Jesús Posadas Ocampo en mai 1993. Il annonce qu'il n'a pas reçu leurs confessions, mais qu'il les a écoutés et que le contenu de leurs discussions est privé. Ses actions causent des tensions avec le gouvernement mexicain puisque des prêtres catholiques sont accusés d'appuyer le mouvement rebelle.
Le 2 avril 1997, Girolamo Prigione prend sa retraite et Justo Mullor García lui succède comme nonce apostolique au Mexique. Il est décédé le 27 mai 2016 en Italie.

## Succession apostolique
Girolamo Prigione a ordonné les évêques suivants :
- Archevêque Oscar Arnulfo Romero y Galdamez (1970)
- Archevêque Victor Hugo Martínez Contreras (de) (1971)
- Évêque José Julio Aguilar García (1971)
- Cardinal Rodolfo Quezada Toruño (1972)
- Évêque Marco René Revelo Contreras (1973)
- Évêque Francis Folorunsho Clement Alonge (de) (1974)
- Évêque Michael Nnachi Okoro (de) (1977)
- Archevêque Albert Kanene Obiefuna (1978)
- Évêque Michael Ugwu Eneja (de) (1978)
- Évêque Luis Reynoso Cervantes (es) (1978)
- Évêque José de Jesús Castillo Rentería (es), M.N.M. (1979)
- Évêque Juvencio González Álvarez (de) (1980)
- Évêque José Lizares Estrada (de) (1980)
- Évêque Alfonso Humberto Robles Cota (de) (1981)
- Évêque Miguel Patiño Velázquez (es), M.S.F. (1981)
- Évêque José de Jesús Aguilera Rodríguez (de) (1982)
- Évêque Manuel Mireles Vaquera (de) (1982)
- Évêque José María Hernández González (de) (1983)
- Évêque Jesús Humberto Velázquez Garay (1983)
- Archevêque Emilio Carlos Berlie Belaunzarán (de) (1983)
- Évêque Mario de Gasperín Gasperín (de) (1983)
- Évêque Luis Miguel Cantón Marín (de) (1984)
- Archevêque José Ulises Macías Salcedo (de) (1984)
- Cardinal Alberto Suárez Inda (1985)
- Évêque Raymundo López Mateos (de), O.F.M. (1986)
- Archevêque José Trinidad Medel Pérez (de) (1986)
- Évêque Ramón Calderón Batres (de) (1988)
- Évêque Vicente García Bernal (de) (1988)
- Évêque Carlos Suárez Cázares (de) (1988)
- Évêque Renato Ascencio León (es) (1988)
- Évêque Benjamín Jiménez Hernández (de) (1989)
- Évêque Luis Gabriel Cuara Méndez (de) (1989)
- Évêque Braulio Rafael León Villegas (de) (1990)
- Évêque José Antonio Pérez Sánchez (es), O.F.M. (1990)
- Évêque Efrén Ramos Salazar (de) (1990)
- Cardinal Felipe Arizmendi Esquivel (1991)
- Évêque Lázaro Pérez Jiménez (es) (1991)
- Évêque Francisco Javier Chavolla Ramos (es) (1991)
- Évêque Felipe Padilla Cardona (de) (1992)
- Évêque Alejo Zavala Castro (de) (1992)
- Évêque Florencio Olvera Ochoa (es) (1992)
- Évêque Salvador Flores Huerta (de) (1993)
- Évêque José Luis Dibildox Martínez (de) (1994)
- Évêque Octavio Villegas Aguilar (de) (1994)
- Évêque Salvador Martínez Pérez (de) (1994)
- Évêque José Guadalupe Galván Galindo (es) (1994)
- Évêque José Luis Amezcua Melgoza (de) (1995)
- Évêque Onésimo Cepeda Silva (es) (1995)
- Évêque Antonio González Sánchez (de) (1995)
- Évêque Juan Guillermo López Soto (de) (1995)
- Archevêque Rafael Romo Muñoz (de) (1996)
- Archevêque Rogelio Cabrera López (1996)
- Archevêque Carlos Garfias Merlos (es) (1996)